# Старий Паток
Старий Паток (пол. Stary Patok) — село в Польщі, у гміні Кшивда Луківського повіту Люблінського воєводства.
Населення — 95 осіб (2011).
У 1975-1998 роках село належало до Седлецького воєводства.

## Демографія
Демографічна структура станом на 31 березня 2011 року:
|          | Загалом | Допрацездатний вік | Працездатний вік | Постпрацездатний вік |
| -------- | ------- | ------------------ | ---------------- | -------------------- |
| Чоловіки | 53      | 12                 | 35               | 6                    |
| Жінки    | 42      | 4                  | 24               | 14                   |
| Разом    | 95      | 16                 | 59               | 20                   |